# (210686) Scottnorris
(210686) Scottnorris est un astéroïde de la ceinture principale.

## Description
(210686) Scottnorris est un astéroïde de la ceinture principale. Il fut découvert le 3 septembre 2000 à l'observatoire d'Apache Point par le programme Sloan Digital Sky Survey. Il présente une orbite caractérisée par un demi-grand axe de 3,04 UA, une excentricité de 0,12 et une inclinaison de 11,0° par rapport à l'écliptique.

## Compléments